# In the Cut
« À vif (film, 2003) » redirige ici. Pour les autres significations, voir À vif.
Pour plus de détails, voir Fiche technique et Distribution.
In The Cut, ou À vif au Québec, est un film américano-australien réalisé par Jane Campion, sorti en 2003. Le scénario est adapté du roman éponyme de Susanne Moore (titre français : À vif)

## Synopsis
Frannie Averey, introvertie, frustrée, est professeur de lettres dans une petite université de New York et tente d'écrire un dictionnaire de l'argot urbain. Dans un bar où elle converse avec un de ses étudiants, elle assiste à une scène qui la trouble : dans les toilettes du bar, une femme fait une fellation passionnée à un homme dont Frannie ne voit que le sexe et un avant-bras tatoué d'un as de pique et du chiffre 3. Elle est amenée à collaborer, comme témoin, avec l'inspecteur Giovanni Malloy lorsque des meurtres horribles sont commis dans son quartier.
La première victime est la femme du bar dont une partie du corps est retrouvée dans le jardin, au pied de l'immeuble de Frannie. Malloy et Frannie se découvrent une attirance sexuelle intense et vivent une liaison épisodique. Frannie est violemment agressée dans la rue, sa demi-sœur, Pauline, une marginale paumée, est assassinée par le tueur en série. Frannie est amenée à revoir souvent Malloy et son coéquipier. Mais elle découvre que Malloy a un as de pique et le chiffre 3 tatoués sur l'avant-bras et elle panique, le soupçonnant d'être l'auteur des meurtres.

## Fiche technique
- Titre : In the Cut
- Titre québécois : À vif
- Réalisation : Jane Campion
- Scénario : Jane Campion et Susanna Moore, d'après son propre roman
- Musique : Hilmar Örn Hilmarsson
- Décors : David Brisbin
- Costumes : Beatrix Aruna Pasztor
- Photographie : Dion Beebe
- Montage : Alexandre de Franceschi
- Production : Effie Brown, François Ivernel, Nicole Kidman et Laurie Parker
- Budget : 12 millions de dollars américains (8,80 millions d'euros)
- Pays de production :  États-Unis,  Australie,  Royaume-Uni
- Format : couleurs - 1,85:1 - DTS / Dolby Digital / SDDS - 35 mm
- Genre : drame, romance
- Durée : 119 minutes
- Dates de sortie : 9 septembre 2003 (festival de Toronto), 22 octobre 2003 (États-Unis), 30 octobre 2003 (Australie), 5 novembre 2003 (Belgique, France, Suisse romande)
- Film interdit aux moins de 12 ans lors de sa sortie en France

## Distribution

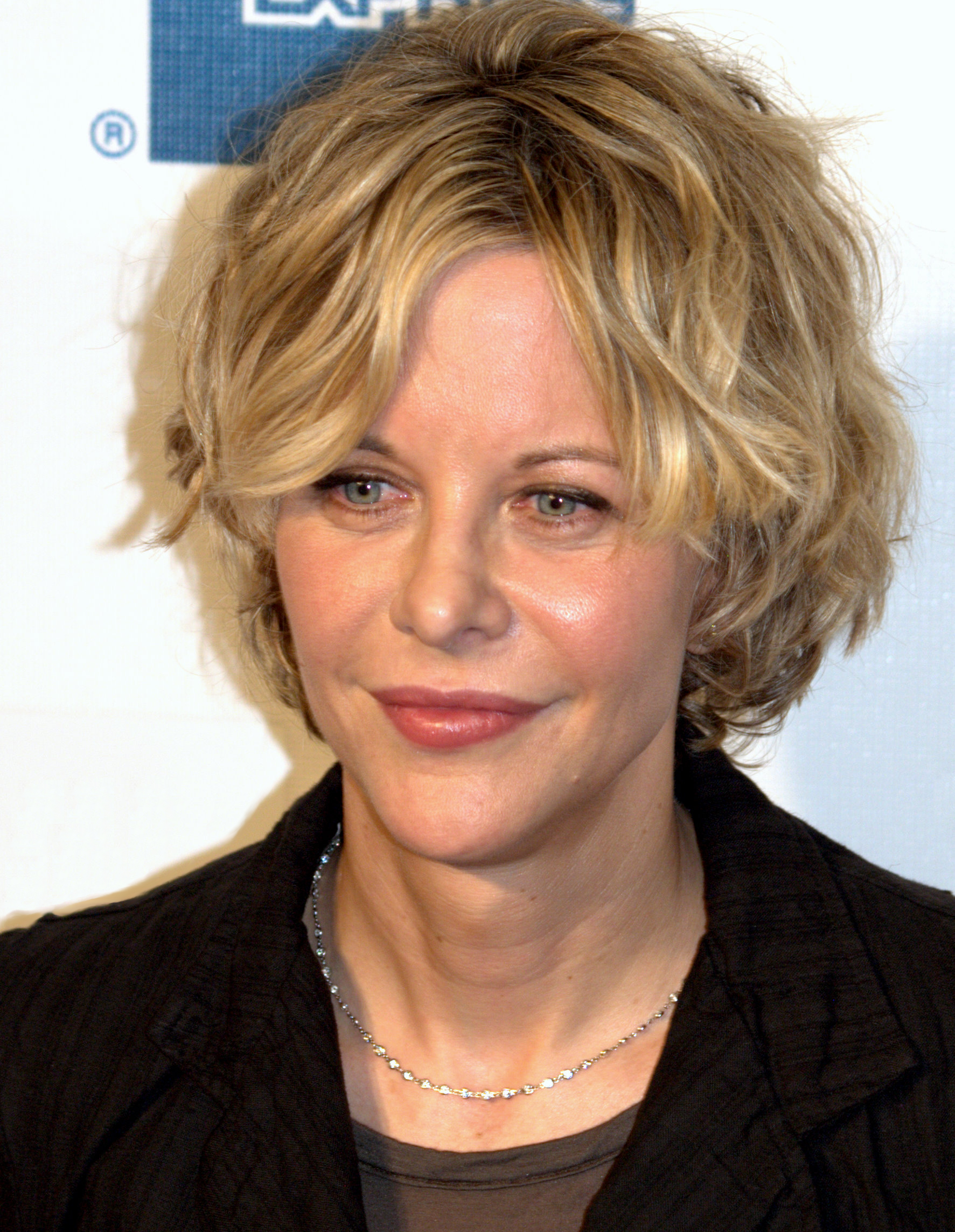
Meg Ryan en 2009.

- Meg Ryan (VF : Marion Valantine) (VQ : Natalie Hamel-Roy) : Frannie
- Mark Ruffalo (VF : Thibault de Montalembert) (VQ : Sylvain Hétu) : le détective Malloy
- Nick Damici (VF : Thierry Hancisse) (VQ : Bernard Fortin) : le détective Rodriguez
- Jennifer Jason Leigh (VF : Marie-Laure Dougnac) (VQ : Aline Pinsonneault) : Pauline
- Micheal Nuccio : le père de Frannie
- Sharrieff Pugh (VF : Daniel Lobé) : Cornelius Webb
- Heather Litteer : Angela Sands
- Patrice O'Neal (VF : Dominik Bernard) (VQ : Jean-Luc Montminy) : Hector
- Hal Sherman (VF : Frédéric Cerdal) : Forensic Detective
- Kevin Bacon (VF : Lionel Tua) (VQ : Benoit Rousseau) : John Graham (non crédité)

 Source et légende : version québécoise (VQ) sur Doublage.qc.ca

## Autour du film
- Le tournage s'est déroulé de juillet à septembre 2002 à New York et Sydney.
- C'est à l'origine à Nicole Kidman que devait revenir le rôle de Frannie. Cela fut rendu impossible pour cause d'incompatibilité d'emploi du temps.
- À noter, la petite apparition (non créditée), de Kevin Bacon dans le rôle de John Graham.

## Bande originale
- You're No Good, interprété par Linda Ronstadt
- Waiting in Vain, interprété par Annie Lennox
- Que Sera Sera, composé par Ray Evans et Jay Livingston
- Just My Imagination (Running Away With Me), interprété par The Temptations
- The Look of Love, interprété par Dusty Springfield
- I Think I Love You, interprété par Tony Romeo